# Preußische Gebührenordnung
Die Preußische Gebührenordnung für approbierte Ärzte und Zahnärzte (kurz Preugo) von 1896 war eine staatliche Gebührenordnung, die zunächst im Königreich Preußen, dann im Deutschen Reich und bis 1965 auch noch in der Bundesrepublik Deutschland gültig war. Sie enthielt Mindest- und Höchstsätze für Arzthonorare („Taxe“), die jedoch nicht bindend waren, sondern nur dann galten, wenn zwischen Arzt und Patient nichts anderes vereinbart war.

## Geschichte
Für Ärzte und Apotheker galt seit 1869 die „Gewerbeordnung für den Norddeutschen Bund“, die 1883 zur „Gewerbeordnung für das Deutsche Reich“ wurde. Darin hieß es: „Die Bezahlung der approbierten Aerzte … bleibt der Vereinbarung überlassen. Als Norm für streitige Fälle im Mangel einer Vereinbarung können jedoch für dieselben Taxen von den Zentralbehörden festgesetzt werden“.
Dies geschah 1897 in Preußen durch die Preugo. Sie wurde am 15. Mai 1896 in Berlin vom Minister der geistlichen, Unterrichts- und Medizinalangelegenheiten erlassen. Am 19. Mai 1896 wurde sie im Deutschen Reichs- und Königlich-Preußischen Staatsanzeiger bekanntgemacht und trat am 1. Januar 1897 in Kraft. Sie löste per Gesetz vom 27. April 1896 die bis dahin bestehenden Medizinaltaxordnungen ab, insbesondere die Medizinaltaxe vom 21. Juni 1815.
Am 1. September 1924 erließ der Preußische Minister für Volkswohlfahrt eine neue Preußische Gebührenordnung, weiterhin auf Basis der Reichsgewerbeordnung von 1883. Sie war deutlich länger und enthielt neue Gebührenpositionen. Die Honorare wurden darin jedoch nicht wesentlich erhöht, so dass viele Ärzte unzufrieden waren. In Konkurrenz zur Preugo veröffentlichte darum der „Verband der Ärzte Deutschlands (Hartmannbund)“ 1928 die Allgemeine Deutsche Gebührenordnung für Ärzte (Adgo), deren Anwendung die Ärzte privatrechtlich mit ihren Patienten vereinbaren konnten.
1952 wurde die Preugo in das bundesdeutsche Recht übernommen. 1965 wurde sie hier von der Gebührenordnung für Ärzte (GOÄ) abgelöst, in der die allgemeinen gebührenrechtlichen Bestimmungen der Preugo mit dem Leistungsverzeichnis der damaligen Ersatzkassen-Adgo verbunden wurden.

## Aufbau
Teil I enthielt allgemeine Bestimmungen, Teil II die Gebühren für Ärzte und Teil III die Gebühren für Zahnärzte.
In der ersten Fassung von 1896 bestand Teil I aus fünf kurzen Paragraphen mit allgemeinen Bestimmungen. Teil II enthielt die „Gebühren für approbierte Ärzte“ in zwei Abschnitten:
- Abschnitt A „allgemeine Verrichtungen“ wie Besuche, Beratungen, Reisekosten, Bescheinigungen, Leichenschau, Impfungen und Narkose,
- Abschnitt B „besondere Verrichtungen“ mit den Unterabschnitten wundärztliche, augenärztliche, geburtshilfliche und gynäkologische Verrichtungen.

Insgesamt waren es 163 ärztliche und 22 zahnärztliche Gebührenpositionen.
In der zweiten Fassung von 1924 war Teil I umfangreicher, und Teil II B deutlich ausgeweitet. Die „besonderen ärztlichen Verrichtungen“ waren jetzt folgendermaßen gegliedert:
- a) Allgemeines wie Untersuchungen, Anästhesie, Injektionen und Aderlass, erstmals kamen hier auch „psychotherapeutsche Maßnahmen“ vor,
- b) wundärztliche Verrichtungen,
- c) geburtshilfliche und gynäkologische Verrichtungen,
- d) augenärztliche Verrichtungen,
- e) HNO-ärztliche Verrichtungen.

Auch die Gebühren für Zahnärzte wurden jetzt in „allgemeine Dienstleistungen“ und „besondere zahnärztliche Dienstleistungen“ unterschieden. Außerdem wurde ein Teil IV für „Gebühren bei Krankenkassen und Fürsorgeverbänden“ angefügt. Insgesamt enthielt die Preugo jetzt 360–370 Gebührenpositionen, die bis ins Jahr 1965 gültig blieben. Die aktuell gültige Gebührenordnung für Ärzte von 1982 enthält dagegen rund 1000 Gebührenpositionen.